# بنفشه فروتن

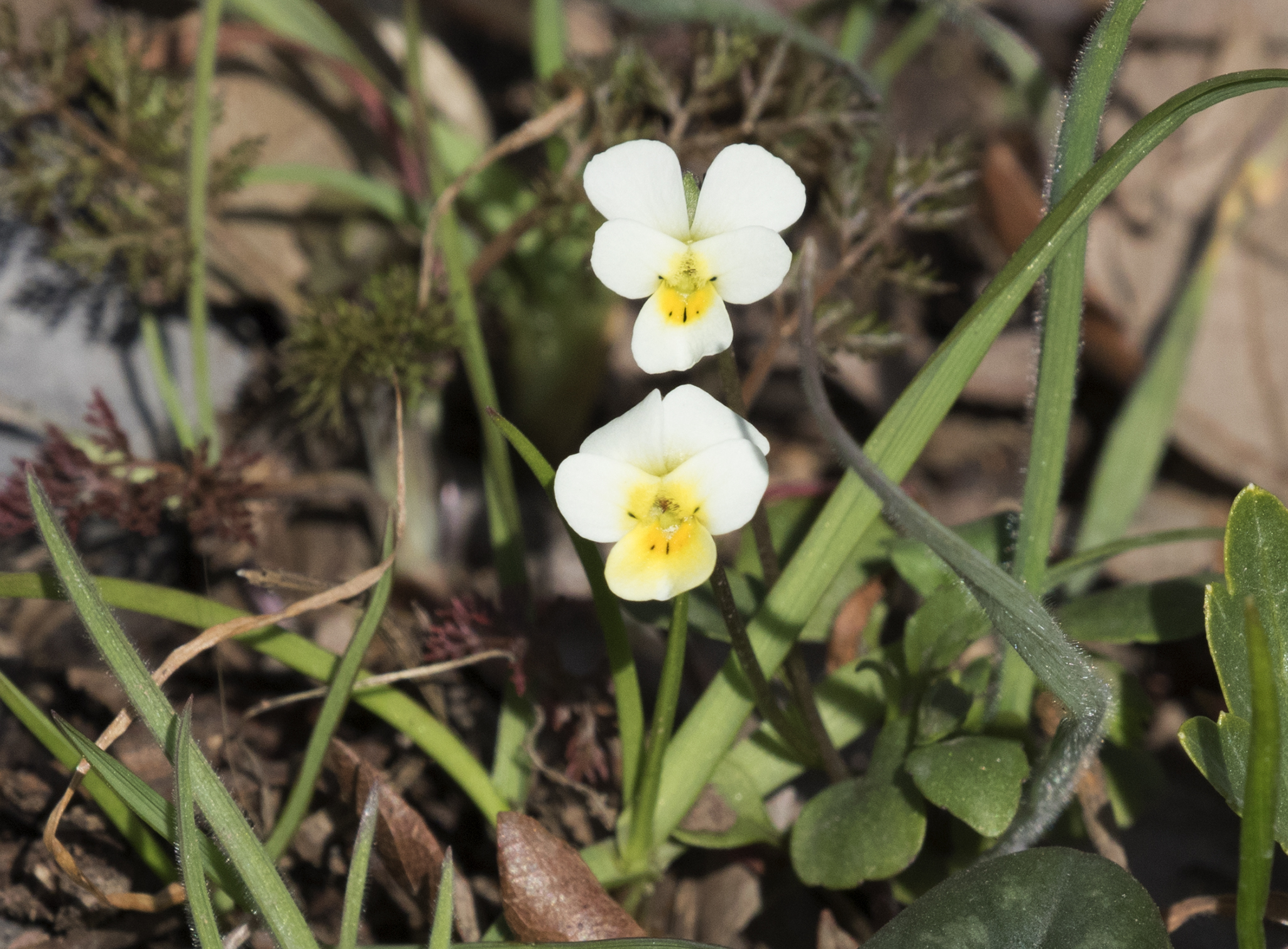
تصویری از گیاه

بنفشه فروتن (نام علمی: Viola modesta) نام یک گونه از سرده بنفشه است. جنس یا سردهٔ بنفشه در ایران ۱۴ گونه گیاه علفی یکساله یا چند ساله دارد.